# Johannesen Point
Der Johannesen Point ist die südwestliche Landspitze von Main Island in der zum Archipel Südgeorgiens gehörenden Gruppe der Willis-Inseln.
Wissenschaftler der britischen Discovery Investigations benannten diese Landspitze im Zuge von Kartierungen Südgeorgiens zwischen 1926 und 1930 als All Johannesen Point nach einem norwegischen Robbenfängerkapitän, der bei diesen Arbeiten behilflich war. Im Zuge von Vermessungen durch den South Georgia Survey zwischen 1951 und 1952 entschied sich das UK Antarctic Place-Names Committee 1955 zu einer verkürzten Benennung.